# 全炫茂
チョン・ヒョンム（全炫茂、朝鮮語: 전현무、1977年11月7日 - ）は、大韓民国の韓国放送公社 (KBS) 前 所属のフリーアナウンサー、タレント、司会者。SM C&C所属。

## 概要
15歳の頃、テレビで活躍する KBSアナウンサー ソン・ボムスに憧れ、アナウンサーを志す。延世大学校 を卒業後、2003年、ニュース専門ケーブルテレビ局、YTN に入社し、アンカー としてのキャリアをスタートさせる。以後、2006年にKBSにアナウンサーとして入社。数多くのバラエティ番組 の進行を担当したのち、2012年にKBSを退社した。複数のマネジメント会社からラブコールを受けたが、最終的にSMエンタテインメントの系列会社・SM C&Cと契約を締結し、フリーアナウンサー兼タレントとして現在に至る。

## 主な担当番組
- 2008年～2012年 KBS2TV ビタミン（朝鮮語版） 司会進行
- 2009年～2010年 KBS2TV スターゴールデンベル パネル、司会進行
- 2012年～ 現在 JTBC ヒドゥンシンガー（朝鮮語版）、司会進行
- 2013年～2019年 MBC 私は一人で暮らす パネル、司会進行
- 2013年 SBS KPOP STAR 3（朝鮮語版） MC
- 2014年～2017年 JTBC アブノーマル会談 議長(司会進行)
- 2014年 MBC MBC歌謡大祭典 MC
- 2014年 SBS KPOP STAR4（朝鮮語版） MC
- 2015年～2019年 tvN 水曜美食会（朝鮮語版） 司会進行
- 2015年～ 現在 tvN 脳セク時代（朝鮮語版） レギュラーパネル、司会進行
- 2015年 SBS KPOP STAR 5（朝鮮語版） MC
- 2016年 SBS KPOP STAR 6（朝鮮語版） MC
- 2016年～2017年 SBS ファンタスティック・デュオ（朝鮮語版） MC
- 2018年～ 現在 MBC 全知的おせっかい視点 レギュラーパネル
- 2019年～ 現在 KBS2TV 社長の耳はロバの耳（朝鮮語版） 司会進行

## 学歴
- 1997年、明徳外国語高等学校（朝鮮語版） 英語科 卒業
- 2004年、延世大学校 英語英文学科  (1997学番)

## 経歴
- 2003年 YTNアンカー
- 2006年 32期 KBS 公開採用のアナウンサー (KBS大邱放送総局 地域の勤務)